# Gens Naucia
La gens Naucia (en latín, gens Nautia) fue una gens patricia de la Antigua Roma. Los únicos miembros conocidos vivieron entre los siglos V y III a. C., en los comienzos de la República romana.
El primer miembro que obtuvo el consulado fue Espurio Naucio Rútilo en el año 488 a. C. Se decía que descendían de Naucio o Nautes, uno de los compañeros de Eneas, que había traído consigo el Paladio de Troya, otras versiones sostienen que lo recibió de Diómedes, y que fue puesto bajo el cuidado de los Naucios en Roma. Al igual que el resto de las demás antiguas gens romanas, los Naucios desaparecen de la historia romana en el tiempo de las guerras samnitas. Todos los Naucios republicanos conocidos llevaron el cognomen Rútilo.

## Miembros conocidos
- Cayo Naucio Rútilo.— Cónsul en 475 a. C. y 458 a. C.[2]
- Cayo Naucio Rútilo.— Cónsul en 287 a. C.[2]
- Espurio Naucio Rútilo.— Cónsul en 488 a. C.[2]
- Espurio Naucio Rútilo.— Cónsul en 316 a. C.[2]
- Espurio Naucio Rútilo.— Legado en 293 a. C.[2]
- Espurio Naucio Rútilo.— Tribuno consular en 424 a. C.[2]
- Espurio Naucio Rútilo.— Cónsul en 411 a. C.[2] y tribuno consular en 419, 416 y 404 a. C.[2]